# Gare de Maebashi
La gare de Maebashi (前橋駅, Maebashi-eki) est une gare ferroviaire de la ville de Maebashi, dans la préfecture de Gunma au Japon. La gare est exploitée par la compagnie JR East.

## Situation ferroviaire
La gare est située au point kilométrique (PK) 81,9 de la ligne Ryōmō.

## Histoire
La gare de Maebashi a été inaugurée le 20 novembre 1889.

## Service des voyageurs

### Accueil
La gare dispose d'un bâtiment voyageurs, avec guichets, ouvert tous les jours.

### Desserte
- Ligne Ryōmō :
  - voie 1 : direction Isesaki et Oyama
  - voies 2 et 3 : direction Takasaki (interconnexion avec la ligne Takasaki pour Ōmiya, Tokyo et Yokohama, et la ligne Shōnan-Shinjuku pour Shinjuku et Yokohama)